# Foto di gruppo
Foto di gruppo è il secondo album solista del rapper italiano Bassi Maestro, pubblicato il 15 luglio 1998.
Nel 2021 la title track del disco Foto di Gruppo è stata certificata disco d’oro.

## Descrizione
Con questo album Bassi Maestro opera un netto cambio di stile rispetto al precedente Contro gli estimatori. Oltre ad aver sensibilmente ridotto il numero di skit (2 in questo album, 5 nel precedente), Bassi assume uno stile più drammatico, con beats che seguono il tenore, per così dire, decadente.
All'album hanno partecipato Rido MC in Cosa resterà, Dafetti, Leftside in Bionic Skillz, Davo in A male, Cricca Dei Balordi in Sano What?!?, Super Cush e I poeti maledetti in Family & Business. Nel brano MC Generico, Bassi parla negativamente dei rapper che vengono solitamente definiti "scarsi" dagli MCs esperti, e in Il tipo di persona Bassi parla di se stesso e sottolinea come lui sia estraneo ad atteggiamenti tipici dei "poser" e di quelli che Bassi e la sua gente reputano come "sfigati". Foto di Gruppo, la traccia che porta il nome dell'album, è una vera e propria fotografia della vita di ognuno di noi; gioie, dolori, amori e amicizie immortalati in quello che per molti è il miglior pezzo di Bassi Maestro e una delle track più rappresentative del panorama rap italiano.

## Tracce
1. Una sera a Basiano… (Bassi Maestro)
2. P.R.S. (Press Rewind Shit) (Bassi Maestro – Bosca)
3. Click (Bassi Maestro)
4. Foto di gruppo (Bassi Maestro)
5. MC generico (Bassi Maestro)
6. Emcee (Bassi Maestro – Fish)
7. Cosa resterà feat. Rido MC (Bassi Maestro)
8. Conosci il mio steelo (Bassi Maestro)
9. Bionic Skillz feat. Dafa, Left Side (Bassi Maestro, Dafa, Left Side – Bosca)
10. A male feat. Davo (Bassi Maestro)
11. Il tipo di persona (Bassi Maestro – Hakeem)
12. Sano What?!? feat. Cricca Dei Balordi (Bassi Maestro, Cricca Dei Balordi – DJ Zeta)
13. Dal tramonto all'alba feat. Supa (Bassi Maestro, Supa – Bassi Maestro)
14. Family & Business feat. Poeti Maledetti (Tormento, Fede) (Bassi Maestro, Poeti Maledetti – Bosca)
15. Buoni propositi (DJ Zeta)
16. Conosci il mio steelo (remix) (Bassi Maestro – Vez, DJ Vigor)